# Wybory parlamentarne w Hondurasie Brytyjskim w 1957 roku

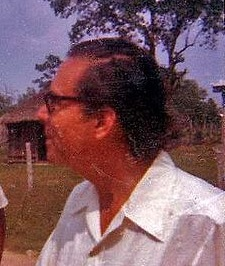
George Cadle Price

Wybory parlamentarne w Hondurasie Brytyjskim w 1957 roku zostały przeprowadzone 20 marca w celu wyłonienia 9 członków Zgromadzenia Ustawodawczego. Zwycięstwo w nich uzyskała Zjednoczona Partia Ludowa (PUP), która zdobyła 9 mandatów, o jeden więcej niż trzy lata wcześniej. Premierem został George Cadle Price.

## Wyniki wyborów parlamentarnych
Do udziału w wyborach uprawnionych było 22 506 osób. Głosy oddało 11 634 obywateli, co dało frekwencję na poziomie 52,6%. Głos można było oddać na jednego z 26 kandydatów.
|  | Partia                          | Głosy  | Procent | Mandaty | % mandatów |
|  | ------------------------------- | ------ | ------- | ------- | ---------- |
|  | Zjednoczona Partia Ludowa       | 6 876  | 59,1%   | 9       | 100%       |
|  | Partia Niepodległości Hondurasu | 2 057  | 17,6%   | -       | -          |
|  | Partia Narodowa                 | 1 449  | 12,4%   | -       | -          |
|  | Kandydaci niezależni            | 832    | 7,1%    | -       | -          |
|  | Głosy nieważne                  | 420    | 3,6%    | -       | -          |
|  | Razem                           | 11 634 | 100,0%  | 9       | 100,0%     |